# Saropogon pritchardi
Saropogon pritchardi là một loài ruồi trong họ Asilidae. Saropogon pritchardi được Bromley miêu tả năm 1934. Loài này phân bố ở vùng Tân Bắc giới.